# امیرآباد، کرمانشاه
امیرآباد یک منطقهٔ مسکونی در ایران است که در دهستان هفت‌آشیان واقع شده‌است. امیرآباد ۳۷ نفر جمعیت دارد.